# 王杰 (1982年)
王杰（1982年4月4日—），男，江苏南京人，中国前足球运动员，司职后卫，曾效力于中国足球超级联赛江苏舜天足球俱乐部。

## 职业生涯
王杰出自江苏舜天青训系统，2002年首次进入江苏舜天一队名单。此后几年间，他的比赛机会不多，到2006年夏天他的中甲联赛出场次数仍只有两三场。2007赛季，他开始出任首发。2010年夏天，王杰被江苏舜天租借给北京理工。后来，王杰退役，在地方足协担任梯队教练。